# Hojo Hirotoki
Hojo Hirotoki (Japans: 北条煕時) (1279 - 1315) van de Hojo-clan was de twaalfde shikken (regent) van het Japanse Kamakura-shogunaat en heerste van 1312 tot 1315. Van 1311 tot zijn aantreden als shikken in 1312 hield hij de positie van rensho (assistent van de shikken). 
De echte macht tijdens het regentschap van Hirotoki lag in handen van de tokuso (hoofd van de Hojo-clan), Hojo Takatoki, die heerste van 1311 tot 1333. Omdat de tokuso nog erg jong was, werd zijn macht weer waargenomen door Adachi Tokiaki, zijn grootmoeder, en Nagasaki Takasuke, een minister.  